# Qi
 Ovo je glavno značenje pojma Qi. Za drevnu kinesku državu (1046. pr. Kr. - 221. pr. Kr.) pogledajte Qi (država).
U tradicionalnoj kineskoj kulturi qi ili ch'i (pojednostavljeni kineski: 气; tradicionalni kineski: 氣; pinyin: qì) smatra se vitalnom silom koja čini dio bilo kojeg bića.
Najpribližnije hrvatskom izgovoru za “qi” bi bilo “ći” i ta riječ u kineskom jeziku isto tako može da znači nešto što je neopipljivo kao npr. zrak, gas (tj. nešto što je u gasovitom stanju), dah ili energija (u smislu duhovne energije).
Tradicionalni kineski znak "qi" (氣) nastao je spajanjem simbola za paru (气) koja se uzdiže iznad riže (米) koja se kuha. Qi je izraz koji se često spominje u kineskom jeziku i koji može da se, zavisno od konteksta, odnosi na puno, naizgled potpuno nevezanih, pojmova. Kao npr. tianqi (“nebeski qi” tj. vrijeme), shengqi (“stvoriti qi” tj. naljutiti se), kongqi (“prazan qi” tj. zrak), qiqiu (“lopta qi-ja” tj. balon)…
Ili u kineskoj medicini izrazi poput zhengqi (“obrambeni qi” tj. obrambeni sistemi organizma poput imuniteta) nasuprot xieqi (“štetni qi” koji nas okružuje i može da napadne organizam kao što su hladnoća, vrućina, vlaga, vjetar…) a koji isto tako uključuje i naše emocije (ljutnja, strah, briga…), pojedinu hranu, kozmička i elektromagnetska zračenja itd.
Pa čak i u smislu “životne energije” qi se u kineskoj medicini, pri postavljanju dijagnoze, isto tako često koristi da opiše različite pojmove. Npr. qixu da označi “nedostatak qi-ja u organizmu” (generalno) za razliku od malo preciznijeg stanja kao što je feiqixu (“nedostatak qi-ja u meridijanu pluća”), ganqizhi (“zastoj energije u meridijanu jetre”) i sl.
Ništa manje važnosti qi energiji se ne pridaje ni u kineskim borilačkim vještinama, pogotovo u tzv. “unutarnjim stilovima” ili neijia kao što su Tai Chi Chuan, bagua zhang i xingyi quan. 
Kineske vježbe za uravnoteženje i jačanje qi energije se zovu Chi Kung (qigong).

## Qi u tradicionalnoj kineskoj medicini
U kineskoj medicini qi igra ključnu ulogu jer u njegovom odsustvu nema života. Zapravo cijeli sustav kineske medicine se zasniva na konceptu životne sile za razliku od zapadne medicine koja se bazira na materiji tj. na anatomiji.
Tijelo, po kineskoj medicini, je kao država a qi su ljudi koji u njoj žive i održavaju je. Jedno bez drugog ne ide, isto kao što ne ide ništa što čini jedinstvo dvaju suprotnosti jedno bez drugoga (yin i yang) kao npr. kapa bez glave, rukavica bez ruke, cipela bez noge i sl.
I kao što pruge, ceste i zračni putevi povezuju međusobno udaljena mjesta u jednoj državi tako i qi koristi tzv. energetske meridijane ili kanale za vlastiti protok i povezivanje pojedinih dijelova tijela i unutarnjih organa. I dok god je taj protok bez zastoja, ta država funkcionira normalno (tj. tijelo je zdravo).
Ali ako, iz bilo kakvog razloga, dođe do zastoja protoka qi-ja, tijelo se razboli. Zavisno od toga koji meridijan je zahvaćen, javljaju se različiti simptomi i na osnovu njih se kako postavlja dijagnoza, tako i određuje tretman.
Recimo, ako je u pitanju meridijan jetre, najčešći simptomi će biti bolovi, gorak okus u ustima, ljutnja ili potištenost i oboljenja očiju, tetiva, visok tlak, moždani udar i sl.
Za razliku od zastoja qi-ja u meridijanu bubrega koji se karakterizira simptomima poput zujanja u ušima, točkica pred očima, malaksalošću i tupom bolu u križima, koljenima te bolešću kostiju, zubi, sluha (ušiju), organa za mokrenje i reprodukciju i sl.
Bez obzira koja terapija se koristila, u kineskoj medicini cilj je uvijek isti a to je da se ponovo uspostavi neometani protok qi-ja u meridijanima. Drugim riječima akupunktura, akupresura (kineska masaža), biljni preparati ili qigong svi djeluju u istu svrhu. Ako se to postigne, bolest se izliječi, bez obzira na to koja bolest je u pitanju i kako loše prognoza izgledala. Naravno, neke neravnoteže se daleko teže odstranjuju (ako je uopće moguće da se odstrane zbog prevelike nanesene štete, opet kao i u državi).

## Qi u kineskim borilačkim vještinama
Qigong u kineskom doslovce znači “vježbanje životne energije”. Isto kao što se vježbanjem qi-ja u kineskoj medicini može pomoći izliječiti bolest, tako se njegovo upražnjavanje u kineskim borilačkim vještinama (kung fu ili wushu) obilato koristi za postizanje odgovarajućih samoobrambenih ciljeva.
Samo je razlika u stilovima. U kineskoj medicini više se koriste tzv. ruan qigong (“meki” stilovi) dok se u kineskim borilačkim vještinama koriste ying qigong (“tvrdi” stilovi). Meki stilovi pospješuju ravnotežu qi-ja unutarnjih organa dok tvrdi stilovi jačaju tijelo izvana. 
Ali budući da su i kineska medicina i kung fu bazirani na Taoizmu i dijele tzv. “cjeloviti pristup” stoga su unutarnjost i vanjskost zapravo povezani i utječu jedan na drugi. To samo po sebi objašnjava zašto su unutarnji stilovi kung fu-a poput Tai Chi Chuan-a, bagua zhang-a i xingyi quan-a isto tako jako djelotvorni i kod liječenja mnogih, pogotovo kroničnih, oboljenja.